# Matmata
Matmata (franska: Matmata (CR), Matmata (Commune Rurale), arabiska: بني رزين) är en kommun i Marocko.   Den ligger i provinsen Taza och regionen Fès-Meknès, i den nordöstra delen av landet, 220 km öster om huvudstaden Rabat. Antalet invånare är 9 680.